# Stefania Buttignon
Stefania Buttignon (Monfalcone, 7 de julio de 1997) es una deportista italiana que compite en remo. Ganó una medalla de bronce en el Campeonato Europeo de Remo de 2019, en la prueba de doble scull.

## Palmarés internacional
| Campeonato Europeo | Campeonato Europeo | Campeonato Europeo | Campeonato Europeo |
| Año                | Lugar              | Medalla            | Prueba             |
| ------------------ | ------------------ | ------------------ | ------------------ |
| 2019               | Lucerna (Suiza)    | Medalla de bronce  | Doble scull        |